# سینه کلوب
سینه کلوب یا سازمانِ سینه کلوبِ ایران یک کلوبِ سینمایی بود که از سالِ ۱۳۳۷ به کوششِ هوشنگ کاووسی در تهران پدید آمد. برنامه‌های نمایش هر یکشنبه در سینما نیاگارا و از ۱۳۴۰ در سینما امپایر برگزار می‌شد و روال آن بدین ترتیب بود که ابتدا کاووسی پیش از نمایشِ فیلم توضیحاتی دربارهٔ آن می‌داد و پس از اتمام نمایش تفسیر، بحث و پرسش و پاسخ دربارهٔ فیلم شروع می‌شد.
بعضی از فیلم‌سازانِ برجستهٔ بعدیِ سینمای ایران، مانندِ بهرام بیضایی و داریوش مهرجویی در نوجوانی در سینه کلوب، آثارِ برجستهٔ تاریخِ سینما را شناختند.